# Juan Oso
Juan Oso („Johann Bär“), der Sohn des Bären (Hijo del Oso, Cusco-Quechua Ukukuq wawan oder Ukuku uña, Chanka-Quechua Ukumaripa churin oder auch Maqta peludo), ist der Mythos von einem halb bärenhaften, halb menschlichen Helden, der als Sohn aus der Vereinigung eines Bären mit einer von diesem entführten Frau hervorgegangen ist. Der Mythos ist insbesondere im spanischsprachigen Raum (Spanien, Lateinamerika, New Mexico, Kalifornien), aber auch in Teilen Asiens verbreitet. Es gibt mehr als 300 Versionen in etwa 20 Sprachen, neben dem Spanischen auch in indigenen Sprachen Amerikas.

## Grundhandlung
In einer sehr verbreiteten Version verschleppt ein Bär eine junge Frau (oft eine Prinzessin), sperrt sie in seine Höhle ein, wo er sie auch versorgt, und zeugt mit ihr einen Sohn, der halb Bär und halb Mensch ist. Eines Tages in Abwesenheit des Bären flieht die Frau mit ihrem Sohn nach Hause, wo dieser als Juan Oso heranwächst. Der Bär verfolgt die beiden, kommt jedoch in einer Bärenfalle um oder wird von seinem Sohn im Zweikampf getötet. In einer anderen Version entführt der Bär die Mutter und ihren Sohn, den er als Bären (Juan Oso) aufzieht. Auch hier entkommen Mutter und Sohn dem Bären, und dem Sohn gelingt es, zu einem kultivierten und feinfühligen Mann heranzuwachsen.

## Einige Varianten
Von Juan del Oso sind in Peru in verschiedenen Quechua-Varianten, aber auch auf Asháninka zahlreiche Versionen aufgezeichnet worden, in denen der Bär eine Frau entführt, der gemeinsame Sohn jedoch den Vater bald an Stärke übertrifft und schließlich im Zweikampf erschlägt. In einer Quechua-Erzählung aus dem Callejón de Conchucos (Region Ancash) tötet Juan Oso zuerst seinen Vater und befreit dann seine Mutter. Diese bringt ihn in ihr Dorf, wo er jedoch so schnell heranwächst und so viel isst, dass ihn sein Großvater nicht mehr ernähren kann. Der Dorfvorsteher will ihn deshalb töten, doch jeder Mordversuch scheitert und wird für Juan Oso zu einem Abenteuer. Ähnlichen Inhalt hat die in Tastayoc bei Ollantaytambo (Region Cusco) aufgezeichnete Erzählung vom Hombre-Oso (Bärenmenschen), der im Vergleich zu seinen beiden älteren Brüdern, „perfekten Bären“ (perfectos ositos), stärkere menschliche Züge hat. Seine übernatürliche Bärenkraft macht ihn jedoch zu einem furchterregenden Wesen, denn er kann bereits als Kind seine Gespielen mit einem freundlichen Schlag auf den Rücken töten, ebenso ein Pferd, das er reiten will. Die Großeltern wollen ihn loswerden, indem sie ihm gefährliche Aufgaben auferlegen, die er jedoch alle löst. Schließlich erfüllt er die Aufgabe, ein Dorf von einem Condenado zu befreien, der verdammten Seele eines Mannes, der im Leben ein schreckliches Verbrechen, eine Todsünde begangen hat. Durch seinen Sieg über den Condenado erhält Juan Oso dessen Haus, Land und Tochter und wird ein Vorbild für Ehrlichkeit und Fleiß. In einer Version aus der Region Apurímac ist es dagegen der Vater der mit ihren drei Bärenkindern zurückgekehrten Frau, der den Bären überlistet und in einem Kessel mit kochendem Wasser umbringt.
Der Erzähler einer Version auf Chachapoyas-Quechua verbindet den am Sankt-Peters-Tag, dem 28. Juni, gefeierten Bärentanz, der als Baile de los ukukus auch bei den Quechua in der Region Cusco bekannt ist, mit der Geschichte von Juan Puma, dem Sohn des Bären. Im Quechua von Chachapoyas wird der Bär als puma bezeichnet, wobei den beiden Tieren ihre furchterregende Stärke und ihre übernatürlichen Kräfte gemein sind. Die Geschichte beschreibt auch die Beziehungen zwischen den „Christen“ des Hochlandes und den „Wilden“ des Tieflandes (chunchu auf Quechua). Der Ursprung des Mythos wird allerdings in Spanien gesehen, wenn auch manche Elemente der Riten altamerikanisch sein mögen. Efraín Morote Best sieht jedoch in dem in Peru verbreiteten Mythos vom Entführer Bär (oso raptor) auch die ersten sexuellen Erfahrungen Heranwachsender in den peruanischen Anden symbolisiert.
Vertauschte Rollen gibt es in der aus dem Süden der Region Cusco stammenden Quechua-Erzählung „vom Priester und seinen Bärensöhnen“ (Tayta kuramantawan ukuku uñankunamantawan). Hier entführt eine Bärin den katholischen Priester und versorgt ihn „wie ihren Ehemann“. Ein solcher Rollentausch ist im Andenraum ungewöhnlich und wird mit der übernatürlichen Welt der Bärin in Zusammenhang gebracht. Den Kindern der Bärin und des Priesters gelingt in den folgenden Aufgaben die Integration in die menschliche, „christliche“ Gesellschaft.
In einer Tzotzil-Version aus Bochil in Chiapas (Mexiko) heißt der Sohn des Bären Chonman und wird zum Beschützer der Schwachen, gegen deren Feinde einschließlich des Teufels selbst er kämpft.
Auch im Gründungsmythos Koreas spielt ein Bärensohn eine wichtige Rolle. Hwan-woong, der Sohn des Gottes Hwan-in, heiratet die Bärenfrau Woong-nyeo, die ihm den Bärensohn Dangun gebiert. Dieser gründet 2333 v. Chr. als Stammvater der Koreaner das Land Go-Joseon und regiert 1500 Jahre lang, bevor er im Alter von 1908 Jahren ein Gott wird.

## Die Bärentänzer vom Ausangate
In der Region Cusco ist der Bärentanz bei den Quechua weit verbreitet. Der Bär heißt auf Cusco-Quechua ukuku, in Teilen des Departamento Cusco aber ukumari, so wie er auch im gesamten übrigen Quechua-Sprachgebiet heißt. Aus dem Dorf Sonqo („Herz“) ist belegt, dass ukuku für einen sexuell enthemmten, unbefriedigten und aggressiven Mann steht. Im Übrigen steht ukuku für den meist von Heranwachsenden oder alleinstehenden jungen Erwachsenen gespielten Bärentänzer, der beim Bärenfest in einem Bärengewand auftritt und mit einer Falsettstimme spricht. Diese Bärentänzer sind laut Quechua-Tradition Kinder eines Bären und einer Bauerntochter und tragen auch hier oft den Namen Juan Oso. Neben menschlichen Zügen haben sie Eigenschaften eines Bären wie etwa dessen übernatürliche Kraft. Sie gelten als die einzigen Wesen, welche die verdammten Seelen, die Condenados, töten und so vom Fluch befreien können. Dieser Kampf wird auch beim Fest Quyllur Rit'i („Stern-Schnee“) alljährlich in Ocongate am Berg Ausangate ausgetragen. Die ukuku haben auch als einzige die Kraft, den Gletscher am Qullqipunku („Silbertor“, hispanisiert Colquepuncu) zu besteigen und dessen Eis ins Tal zu bringen, das nach der Tradition eine heilsame Kraft besitzt. Dieses Fest wird sowohl als eine Erneuerung der Mutter Erde (Pachamama) und ihres Volks als auch als Sieg über die bösen Kräfte der Geisterwelt gesehen. Die Geschichte vom Sieg des Bärensohns über den Condenado (im dortigen Quechua gundinaru oder kundinaru) ist weit über dieses Fest hinaus bekannt und wird beispielsweise in Usi in der Provinz Quispicanchi und anderswo in den Regionen Cusco und Ayacucho, aber auch bei den Aymara in Bolivien erzählt, wo der Bär auf Aymara jukumari heißt.

## Adaptation im Film
Im peruanischen Film Kukuli aus dem Jahr 1961, dem ersten peruanischen Spielfilm überhaupt, gedreht von Luis Figueroa, Eulogio Nishiyama, César Villanueva und Hernán Velarde mit einem Erzähler auf Spanisch und Dialogen auf Cusco-Quechua, verliebt sich die Hauptperson Kukuli in den Bauernsohn Alaku, der sich wie sie auf dem Weg nach Paucartambo befindet. Dort ermordet ein Bärentänzer im traditionellen Ukuku-Gewand den Geliebten Alaku, raubt Kukuli, verschleppt sie auf den Gipfel eines Berges und vergewaltigt sie. Bewohner von Paucartambo nehmen die Verfolgung auf und holen den Entführer auf dem Gipfel ein. Diesem gelingt es, mehrere Verfolger zu erschlagen, wobei er auch Kukuli ermordet. Schließlich töten die Dorfbewohner den Entführer, und beim Herabziehen der Maske zeigt sich, dass unter dem Gewand die Leiche eines leibhaftigen Andenbären steckt. In der letzten Szene sind zwei Lamas zu sehen, die sich liebkosen und als das ermordete Liebespaar interpretiert werden können. Diese Filmversion eines Oso raptor unterscheidet sich radikal von den traditionellen Erzählungen. So sieht Gabriela Martínez in dem hier geschilderten Bären eher eine Darstellung der spanischen Conquistadores und der von ihnen abstammenden Mestizen, welche die Indigenen ermordeten, das Land raubten und die Frauen vergewaltigten. Francisco Pizarro und seine mordenden Soldaten nehmen in der Quechua-Mythologie der Regionen Cusco und Ayacucho eine wichtige Rolle ein, sind aber nicht mit dem Bärenmythos verknüpft, sondern zum einen mit der Legende vom Nak'aq (Pishtaku in Zentralperu), zum anderen mit dem Mythos von Inkarrí oder auch dem Wiraquchapampa-Mythos von Q'ero bei Paucartambo.
Ganz im Gegensatz hierzu will der ebenfalls auf Quechua gedrehte 20-minütige Kurzfilm Ukuku von Gastón Vizcarra, der 2009 den peruanischen Filmpreis von CONACINE erhielt, die traditionelle Erzählung von Juan Oso, den Bärentanz Ukuku zum Fest Quyllur Rit'i und eine moderne Interpretation der Erzählung vermitteln. Bei den Bärentänzern (ukukukuna, „Bären“) handelt es sich um die Kinder von Bären und menschlichen Frauen, welche die Kraft besitzen, den Gletscher des Ausangate zu besteigen und von dort das für die Dorfbewohner wichtige Eis zu holen. Deshalb werden sie alljährlich mit Vorfreude erwartet. Der Held des Films, ein Bärensohn auf der Suche nach dem Gletscher, findet auf dem Berg kein Eis mehr. Deshalb will er das Eis aus der Tiefkühltruhe einer Tankstelle holen, wird jedoch von dem Besitzer niedergeschossen. Am Ende des Films erfährt man, dass das tatsächlich stattfindende Abschmelzen der Gletscher eine zukünftige Nutzung dieser Eisquelle unmöglich macht.

## Adaptation für den Quechua-Unterricht
Vereinzelt sind Versionen der Geschichte vom Sohn des Bären für den Quechua-Unterricht in Peru adaptiert werden, so der auch aus Chachapoyas bekannte Juan Puma in einem Lesebuch für die interkulturelle zweisprachige Erziehung in Inkawasi-Kañaris (Lambayeque) oder für Erwachsene in einem Chanka-Quechua-Lehrbuch der Päpstlichen Katholischen Universität von Peru.

## Zum Hören
- Ukukumanta (leyenda del ukuko, Quechua), mit Bildergeschichte